# Högskolan på hemmaplan
Högskolan på hemmaplan, (Hph) är ett kommunalförbund i Smålands inland. Hph verkar i den så kallade GGVV-regionen eller Gnosjöregionen. Ägare är Gislaveds kommun, Gnosjö kommun och Vaggeryds kommun. Uppdraget innebär att förmedla eftergymnasial utbildning till invånarna i regionen. Det sker genom telebild/videokonferens, webbkurser, uppdragsutbildning, utlokaliserad utbildning och Kvalificerad yrkesutbildning/Yrkeshögskola. Samarbetspartners är bland annat Linnéuniversitetet, Högskolan i Jönköping, Högskolan i Borås, Högskolan i Halmstad, Högskolan Väst, Högskolan i Skövde samt Yh-myndigheten.